# تتراکیس (دی‌متیل آمیدو) تیتانیوم
تتراکیس (دی‌متیل آمیدو) تیتانیوم (به انگلیسی: Tetrakis(dimethylamido)titanium) با فرمول شیمیایی C8H24N4Ti یک ترکیب شیمیایی با شناسه پاب‌کم 123185 است. که جرم مولی آن ۲۲۴٫۱۹ گرم بر مول می‌باشد. شکل ظاهری این ترکیب، yellow liquid است.